# U-67
O Unterseeboot 67 foi um submarino alemão que serviu na Kriegsmarine durante a Segunda Guerra Mundial. O submarino foi afundado no dia 16 de Julho de 1943 no Mar de Sargasso por cargas de profundidade lançadas de uma aeronave Avenger do USS Core (VC-13) causando a morte de 48 tripulantes e apenas 3 sobreviveram.

## Comandantes

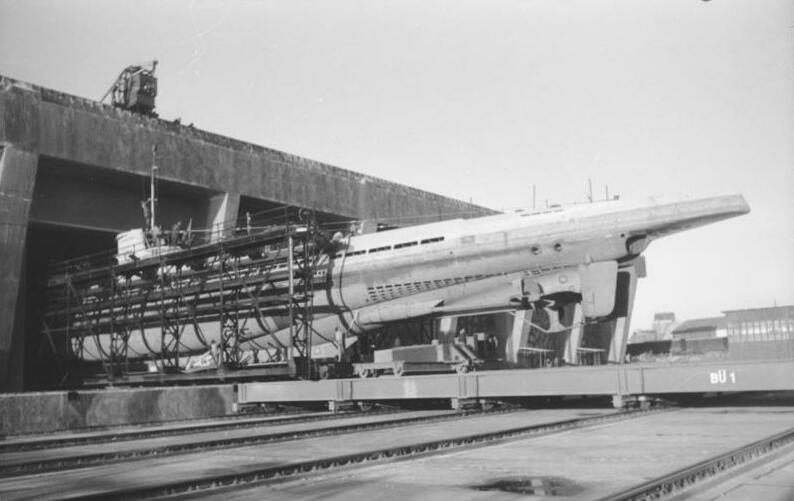
U-67 em Lorient, França (1942).

| Comandante                       | Período                                    |
| -------------------------------- | ------------------------------------------ |
| Kptlt. Heinrich Bleichrodt       | 22 de Janeiro de 1941 - 4 de Junho de 1941 |
| Günther Pfeffer                  | 5 de Junho de 1941 - 2 de Julho de 1941    |
| KrvKpt. Günther Müller-Stöckheim | 3 de Julho de 1941 - 16 de Julho de 1943   |

## Carreira

### Subordinação
| 22 de Janeiro de 1941 - 16 de Julho de 1943 | 2. Unterseebootsflottille |

### Patrulhas
|       | Comandante                      | Partida     | Partida | Chegada     | Chegada  | Dias     | Toneladas |
| ----- | ------------------------------- | ----------- | ------- | ----------- | -------- | -------- | --------- |
|       | Oblt. Günther Müller-Stöckheim  | 19 Ago 1941 | Bergen  | 29 Ago 1941 | Lorient  | 11 dias  |           |
| 1     | Kptlt. Günther Müller-Stöckheim | 14 Set 1941 | Lorient | 16 Out 1941 | Lorient  | 33 dias  | 3 753     |
| 2     | Kptlt. Günther Müller-Stöckheim | 26 Nov 1941 | Lorient | 26 Dez 1941 | Lorient  | 31 dias  |           |
| 3     | Kptlt. Günther Müller-Stöckheim | 19 Jan 1942 | Lorient | 30 Mar 1942 | Lorient  | 71 dias  | 21 080    |
| 4     | Kptlt. Günther Müller-Stöckheim | 20 Mai 1942 | Lorient | 8 Ago 1942  | Lorient  | 81 dias  | 44 846    |
| 5     | Kptlt. Günther Müller-Stöckheim | 16 Set 1942 | Lorient | 21 Dez 1942 | Lorient  | 97 dias  | 32 185    |
| 6     | Kptlt. Günther Müller-Stöckheim | 3 Mar 1943  | Lorient | 13 Abr 1943 | Lorient  | 42 dias  |           |
| 7     | Kptlt. Günther Müller-Stöckheim | 10 Mai 1943 | Lorient | 16 Jul 1943 | Afundado | 68 dias  |           |
| Total | Total                           | Total       | Total   | Total       | Total    | 423 dias | 101 864 t |

### Navios afundados e danificados
| Data        | Comandante               | Nome da Embarcação           | Toneladas | Nacionalidade   |
| ----------- | ------------------------ | ---------------------------- | --------- | --------------- |
| 24 Set 1941 | Günther Müller-Stöckheim | St. Clair II                 | 3,753     | britânico       |
| 16 Fev 1942 | Günther Müller-Stöckheim | Rafaela (danificado)         | 3,177     | holandês        |
| 21 Fev 1942 | Günther Müller-Stöckheim | Kongsgaard                   | 9,467     | norueguês       |
| 14 Mar 1942 | Günther Müller-Stöckheim | Penelope                     | 8,436     | panamenho       |
| 16 Jun 1942 | Günther Müller-Stöckheim | Managua                      | 2,220     | holandês        |
| 20 Jun 1942 | Günther Müller-Stöckheim | Nortind (danificado)         | 8,221     | norueguês       |
| 23 Jun 1942 | Günther Müller-Stöckheim | Rawleigh Warner              | 3,664     | norte-americano |
| 29 Jun 1942 | Günther Müller-Stöckheim | Empire Mica                  | 8,032     | britânico       |
| 6 Jul 1942  | Günther Müller-Stöckheim | Bayard                       | 2,160     | norueguês       |
| 7 Jul 1942  | Günther Müller-Stöckheim | Paul H. Harwood (danificado) | 6,610     | norte-americano |
| 10 Jul 1942 | Günther Müller-Stöckheim | Benjamin Brewster            | 5,950     | norte-americano |
| 13 Jul 1942 | Günther Müller-Stöckheim | R.W. Gallagher               | 7,989     | norte-americano |
| 25 Out 1942 | Günther Müller-Stöckheim | Primero                      | 4,414     | norueguês       |
| 8 Nov 1942  | Günther Müller-Stöckheim | Capo Olmo (danificado)       | 4,712     | britânico       |
| 9 Nov 1942  | Günther Müller-Stöckheim | Nidarland                    | 6,132     | norueguês       |
| 15 Nov 1942 | Günther Müller-Stöckheim | King Arthur                  | 5,224     | britânico       |
| 18 Nov 1942 | Günther Müller-Stöckheim | Tortugas                     | 4,697     | norueguês       |
| 28 Nov 1942 | Günther Müller-Stöckheim | Empire Glade (danificado)    | 7,006     | britânico       |
| Total       | Total                    | Total                        | 101 864   |                 |